# Jean Hervé
Jean Hervé (ur. 30 marca 1884 w Paryżu, zm. 27 listopada 1966 tamże) – francuski rugbysta, olimpijczyk, zdobywca złotego medalu w turnieju rugby union na Letnich Igrzyskach Olimpijskich w 1900 roku w Paryżu.

## Kariera sportowa
W trakcie kariery sportowej reprezentował klub Stade Français.
Ze złożoną z paryskich zawodników reprezentacją Francji zagrał w turnieju rugby union na Letnich Igrzyskach Olimpijskich 1900. Wystąpił w obu meczach tych zawodów, w których Francuzi pokonali 14 października Niemców 27:17, a dwa tygodnie później Brytyjczyków 27:8. Wygrywając oba pojedynki Francuzi zwyciężyli w turnieju zdobywając tym samym złote medale igrzysk.